# Broughton (Cambridgeshire)
Broughton – wieś w Anglii, w hrabstwie Cambridgeshire, w dystrykcie Huntingdonshire. Leży 26 km na północny zachód od miasta Cambridge i 97 km na północ od Londynu. W 2001 miejscowość liczyła 241 mieszkańców.